# Alcetas (irmão de Pérdicas)
Alcetas foi um irmão de Pérdicas. Seu irmão era um general de Alexandre, o Grande e tornou-se regente do império após a morte do rei, mas acabou sendo assassinato. Alcetas e os demais aliados de Pérdicas foram proscritos e perseguidos.

## Família
Pérdicas, cujo pai se chamava Orontes, tinha um irmão, Alcetas, e uma irmã, Atalanta, casada com Átalo.

## Regência de Pérdicas
Após a morte de Alexandre, quando Pérdicas era o regente do império de Alexandre[carece de fontes?] e planejava se casar com Niceia, filha de Antípatro, ou com Cleópatra, filha de Olímpia, Cinane trouxe sua filha Adeia, mais tarde chamada Eurídice, para que ela se casasse com Filipe Arrideu, mas Pérdicas e seu irmão Alcetas assassinaram Cinane, poucos dias após o casamento de Pérdicas com Niceia.
Houve tanta indignação na Macedônia pela morte de Cinane que o casamento acabou sendo feito, inclusive com a influência de Pérdicas. O assassinato de Cinane serviu para que Antígono Monoftalmo, refugiado na Macedônia, junto de Antípatro e Crátero, se revoltassem contra Pérdicas.
Quando Crátero e Antípatro, após haverem derrotado a rebelião dos gregos, se dirigiram à Ásia para lutar contra Pérdicas, este indicou Eumenes comandante das forças da Capadócia e Armênia, e mandou que Alcetas e Neoptólemo obedecessem a Eumenes. Alcetas se recusou a combater, com o argumento de que os macedônios da tropa poderiam passar para o lado de Crátero e Antípatro, mas Neoptólemo planejou traição, mas foi detectado, e preparou-se para a batalha. A infantaria de Eumenes foi derrotada, mas sua cavalaria venceu e pôs as tropas de Neoptólemo em fuga, e ele capturou e exigiu a rendição das tropas.

## Rebelde
Após a morte de Pérdicas e a chegada de notícias sobre a vitória de Eumenes da Cárdia sobre Crátero e Neoptólemo, os macedônios sentenciaram à morte Eumenes e todos os partidários de Pérdicas, inclusive Alcetas. Vários amigos de Pérdicas foram assassinados, inclusive sua irmã Atalanta.
Quando Átalo soube da morte de Pérdicas e de Atalanta, ele levou a frota, que estava em Pelúsio, para Tiro. Arquelau, um macedônio que comandava a guarnição da cidade, a entregou para Átalo, junto com 800 talentos que Pérdicas havia entregue em confiança a Arquelau. Átalo fez de Tiro um refúgio para os amigos de Pérdicas que conseguiram escapar de Mênfis.
Enquanto Eumenes da Cardia negociava com Antígono Monoftalmo uma cessação de hostilidades, Antígono, que também estava planejando se livrar dos reis e de Antípatro, regente do império, consultou Antípatro, que resolveu atacar Alcetas e Átalo.

## Derrota e captura
No ano seguinte, quando Apolodoro era arconte de Atenas e Quinto Popílio e Quinto Póplio eram cônsules romanos, Antígono, após haver derrotado Eumenes, resolveu derrotar Alcetas e Átalo, os últimos amigos de Pérdicas que ainda tinham recursos e soldados para tentar tomar o poder.
Antígono atacou o exército de Alcetas, que estava na Pisídia, e o derrotou; Átalo, Dócimo e Polemão foram feitos prisioneiros, mas Alcetas escapou. Alcetas se refugiou em Termesso e foi traído pelos anciãos da cidade, que o assassinaram.